# Villa Los Héroes

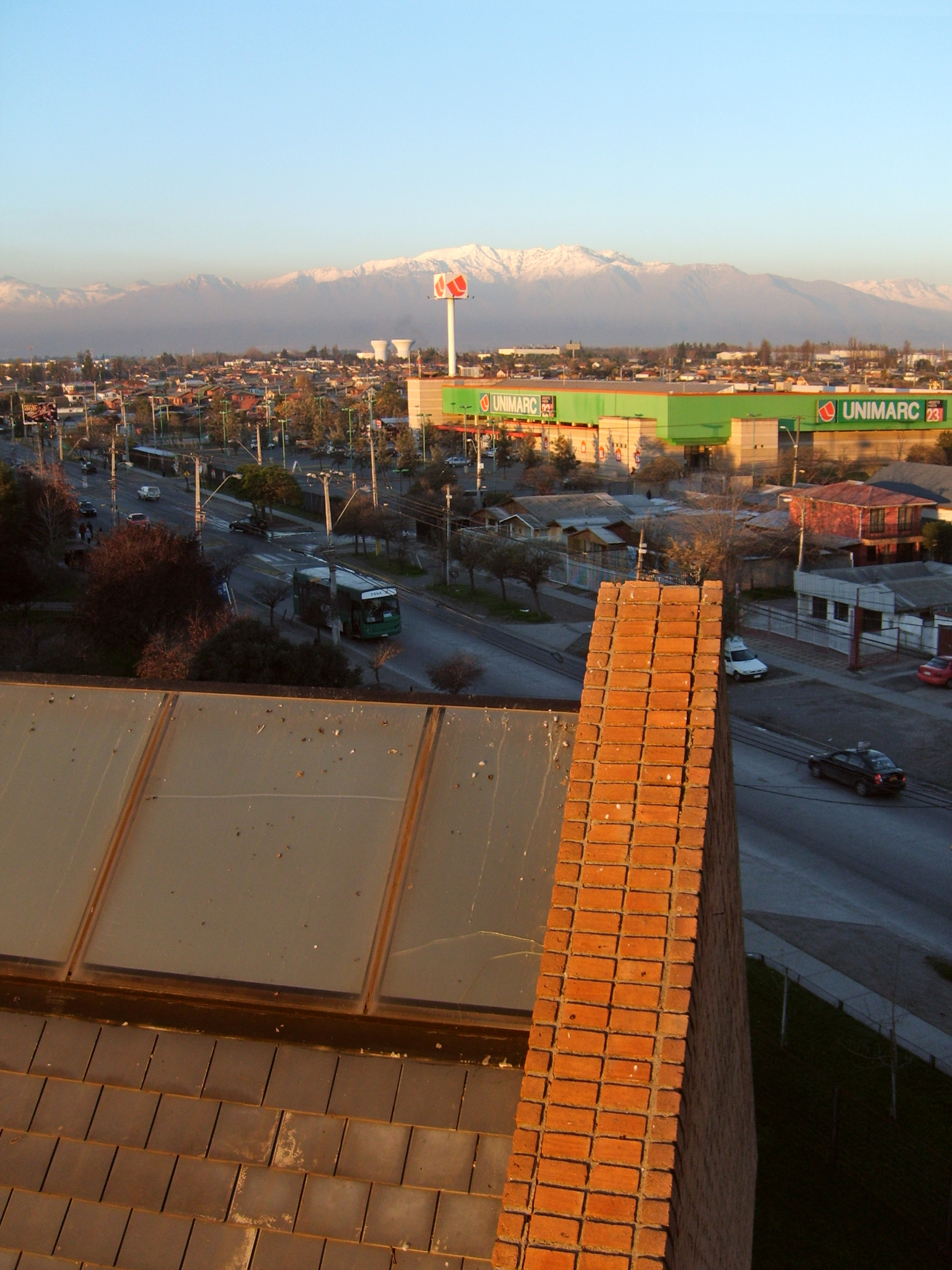
La avenida Alfredo Silva Carvallo vista desde el campanario de la capilla Sagrada Familia.

Villa Los Héroes, conocido también como Ciudad Jardín Los Héroes de Maipú, es uno de los 21 barrios en los que se divide la comuna de Maipú, Santiago de Chile y el cuarto barrio más poblado de dicha comuna. Posee alrededor de 43.133 habitantes estimados al año 2018.

## Historia
La villa Los Héroes se creó en 1985 como un barrio para la clase media de la comuna de Maipú. Tomó su nombre del antiguo proyecto de loteos residenciales existente durante los años 1980 y 1990.  Antiguamente era una zona de bosque de eucaliptos, pastizales y terrenos agrícolas (de los que queda un mínimo vestigio en el extremo sur de la villa). El barrio tuvo un explosivo crecimiento durante la década de 1990 y actualmente se considera un "Barrio consolidado".
La villa fue edificada en su totalidad entre los años 1985 y 1997 por la empresa Constructora Pocuro Ltda., propiedad del empresario Emiliano Sironvalle C., bajo la gerencia técnica de Raúl Zúñiga H. y la dirección de obras de Leonardo Villaseca A.[cita requerida]
En los años 1980, el barrio tenía como límite la calle Tres Poniente hacia el suroeste, y la calle Ferrocarril en el este. No había colegios. La villa en su comienzo sólo se conectaba al resto de la ciudad a través de la parte interior de Maipú (calles Olimpo o Nueva San Martín).
Durante la década de 1990 la villa construida por Pocuro Ltda. se extendió por el poniente hasta más allá de la avenida Cuatro Poniente, no obstante administrativamente este sector es considerado como un barrio diferente: Los Bosquinos. El 29 de marzo de 1991 se inauguró el cuerpo de Bomberos de la 6.ª Compañía de Maipú, entregando mayor resguardo contra los incendios y accidentes que ocurrían en el sector. Durante esta década en el extremo sur del barrio se construyeron casas en torno a la Avenida Ferrocarril, las cuales corresponden a las Villas Arturo Prat I y II. 
Más tarde, a finales de la década de 1990 y principios de la década del 2000 se construyen dos colegios municipales: Los Bosquinos en 1997 y Los Alerces en 2000. Desde mediados de la década del 2000 hasta el año 2012 se convierte el bandejón central de la Avenida Tres Poniente (que hasta el momento era considerado un sitio eriazo) en un parque urbano con una ciclovía que abarca 4,5 km. En este mismo periodo durante el año 2009 se abre la avenida Tres Poniente hacia Camino a Melipilla, dotando no sin polémica al barrio de una salida directa hacia el centro de Santiago. A mediados de la década de 2010 se construye en el mismo parque un Centro Comunitario en la intersección de Av. Tres Poniente con Av. Silva Carvallo, donde se han impartido diversos talleres. El año 2019 se termina la construcción del condominio Los Abetos Norte en el extremo sur del barrio (Av. Cuatro Poniente con Av. Ferrocarril). Durante este mismo periodo se conectan los dos extremos de la Av. Ferrocarril (la cual había permanecido interrumpida debido al sitio eriazo donde posteriormente se construyó dicho condominio) haciendo posible el tránsito expedito desde la Villa Los Héroes hacia el barrio Los Bosquinos. También se conectó la Av. Ferrocarril con la Av. Cuatro Poniente.
Durante el año 2021 se reconstruye el supermercado Líder de Av. Tres poniente, destruido y saqueado durante los eventos del estallido social del año 2019. El supermercado es reinaugurado el día miércoles 13 de octubre de 2021. Los vecinos se aglomeraron en la entrada.
En la actualidad se espera la construcción de la Estación Tres Poniente en la intersección de la calle homónima con Camino a Melipilla, la cual pertenecerá al servicio Alameda-Melipilla proyectado para el año 2025.

## Ubicación y Accesos
Su eje principal es la avenida Alfredo Silva Carvallo, que parte en las cercanías del Estadio Goodyear y termina cruzando la Autopista del Sol. El barrio se enmarca entre las calles Av. Nueva San Martín y Alfredo Silva Carvallo por el norte, por el oriente la calle Leopoldo Infante y deslinde oriente del Estadio Good Year; por el sur Camino a Melipilla y por el poniente la Av. Cuatro Poniente. Limita con los barrios Templo Votivo, Pajaritos Sur, Industrial, El Abrazo de Maipú, Los Bosquinos, Pehuén y Parque Tres Poniente.
Existe un acceso desde Camino Melipilla por Av. Tres Poniente y Av. El Bosque, también por las calles El Olimpo, Sta Elena y 4 Poniente para acceder a Av. Silva Carvallo desde el centro de Maipú.

## Demografía
La población en su mayoría pertenece a dos sectores etarios: el "juvenil" que comprende individuos cuyas edades fluctúan entre los 0 y 14 años (29,4%) y el grupo "adulto", de individuos entre los 30 a 64 años (46,1%). El nivel económico de la población es principalmente medio con sectores de grupos medio-bajo, existe una mixtura de niveles socioeconómicos que incluye principalmente los niveles C3 y C2, también existe una minoría de nivel D. 
La mayoría de la población laboral activa corresponde a los grupos ocupacionales del sector técnico (25%) y semi-calificado (17,7%). Les siguen los grupos administrativo (15,4%) y servicios y comercio (13,8%). El grupo de profesionales representa el 8.8% de la población.

## Equipamiento
- Supermercados:
  - Líder - (Av. Tres Poniente 900). Saqueado, quemado y destruido durante los eventos del Estallido social de 2019.[16] (Reconstruido durante el año 2021).
  - Alistore - (Av. Alfredo Silva Carvallo 1401).
  - Unimarc - (Av. Alfredo Silva Carvallo 1414).
  - La Africana - (Av. Alfredo Silva Carvallo 730). (Cerrado de forma permanente)
  - Líder Express - (Pdte. Gabriel Gonzaléz Videla 2372).
  - Comercializadora "El Halcón" - (René Olivares Becerra 2143)

- Farmacias:
  - Ahumada - (Av. Alfredo Silva Carvallo 1415).
  - Cruz Verde - (Av. Alfredo Silva Carvallo 1401).
  - Cruz Verde - (Av. Tres Poniente 900, Local 6).
  - Gireno - (Av. Gabriel González Videla 2364).

- Bancos:
  - Banco Estado - (Av. Alfredo Silva Carvallo 1401).
  - Banco Estado Microempresas - (Av. Alfredo Silva Carvallo 1415).

- Restaurantes:
  - Telepizza - (Av. Alfredo Silva Carvallo 1401).
  - Pizza Pizza - (Av. Tres Poniente 0876.)
  - Telechino - (Av. Alfredo Silva Carvallo 1578).
  - Dragón Brillante - (Av. Alfredo Silva Carvallo 1554)

- Puntos de venta, centros comerciales y stripcenters:
  - Firestone Bridgestone - (Av. Alfredo Silva Carvallo 1414)
  - Dr. Pet - (Av. Alfredo Silva Carvallo 1554 B)

- Ferrocarriles
  - Estación Tres Poniente, Tren Alameda Melipilla [Proyecto].[17] (Av. Ferrocarril / Los Diamantes)

- Seguridad
  - 6.ª Compañía de Bomberos - (Av. René Olivares Becerra 1575).

- Educación
  - Colegio Los Bosquinos - (Av. El Olimpo 0650)
  - Colegio Los Alerces -  (Glorias Navales 2040)
  - Colegio Salvador Dalí -  (Av. Ferrocarril 2035)
  - Escuela Básica El Alfarero -  (Pdte Arturo Alessandri Palma 1481)
  - Colegio Divino Jesús - (montecasino 679)

- Deporte
  - Gimnasio Municipal Los Héroes (Lago Carrera 253-299)

## Transportes
Existen diversos tipos de conexiones mediante transporte público:
- Colectivos locales

- Recorridos Red Metropolitana de Movilidad:[18]
  - 108 Maipú-La Florida
  - 111 Ciudad Satélite-Metro Pajaritos
  - 113 Ciudad Satélite-Metro Los Héroes
  - 113c Ciudad Satélite-Metro Cerrillos
  - 115 Villa El Abrazo-Metro Los Héroes
  - 115c Villa El Abrazo-Metro Cerrillos
  - 118 Maipú-La Florida
  - 419 Villa Los Héroes-Plaza Italia
  - 506 Maipú-Peñalolén
  - 506v Villa El Abrazo-Peñalolén
  - 506e Maipú-Peñalolén
  - 509 Maipú-Mapocho
  - 546e Villa El Abrazo-Vitacura
  - I01 Villa Los Héroes-Hospital San Borja Arriarán
  - I03 Villa Los Héroes-Metro Las Rejas
  - I04 Vila El Abrazo-Metro San Alberto Hurtado
  - I04c Villa El Abrazo-Metro Plaza de Maipú
  - I10 Villa Los Héroes-Metro Quinta Normal
  - I11 Ciudad Satélite-Rinconada
  - I21 Villa Hernán Díaz-Metro Plaza de Maipú
  - I35 Padre Hurtado-Metro Del Sol
- Recorridos rurales: Peñaflor, Padre Hurtado, Talagante, Melipilla, Transcentro

## Galería de imágenes
|                                                  |
| Templo Votivo de Maipú desde la Villa Los Héroes |

|                                      |
| Sector rural al poniente de la Villa |

|                                              |
| Cima del cerro "El Milagro" o "Cerro Gasco". |

|                                    |
| Calle del barrio Los Héroes, Maipú |

|                                                        |
| Línea del tren, entre Av. Ferrocarril y C. a Melipilla |

|                                           |
| Supermercado Unimarc de Los Héroes, Maipú |